# Pterodecta anchora
Espèce
Pterodecta anchora est une espèce de lépidoptères de la famille des Callidulidae.